# Ami (nome ebraico)
Ami (in ebraico: אָמִי ) è un nome proprio di persona ebraico maschile.

## Origine e diffusione
Riprende un vocabolo ebraico che vuol dire "affidabile", lo stesso significato di Amin e Trygve. È un nome presente nella Bibbia, in quanto portato, nell'Antico Testamento, da un servo di re Salomone (citato in Ed2:57).

## Onomastico
Il nome è adespota, non essendo portato da alcun santo, quindi l'onomastico si festeggia il 1º novembre, per Ognissanti.

## Persone
- Ami James, personaggio televisivo e tatuatore statunitense
- Ami Mandelman, cantante, attore e doppiatore israeliano
- Ami Shelef, cestista israeliano